# シッキム国民党
シッキム国民党（しっきむ こくみんとう、Sikkim National Party）は、シッキム王国の政党（1948年 - 1979年?）。シッキム王室擁護・シッキム独立を掲げ、多くの期間で反インドの姿勢も示した政党である。以下、本記事では略称の「SNP」をもって同党を記述する。

## 事績

### タシ治世期の活動
SNPは1948年にギャルツェン・ツェリン（Gyaltsen Tsering）、ソナム・ツェリン（Sonam Tsering）を指導者として成立した。SNPは、シッキムの原住民・支配階層ながら少数派であるブティア・レプチャ系住民を中心として構成され、シッキム独立やシッキム王室（ナムゲル王朝）擁護の姿勢を掲げた。この前年（1947年）には、移住民ながら多数派であるネパール系住民を中心に構成され、シッキムのインドへの編入や民主主義制度導入、地主制廃止などを主張したシッキム国家会議派（SSC）がシッキム初の政党として結成されていた。インド独立直後でシッキムの国際的地位も不透明な中、SNPとSSCの両党は真っ向から対立することになる。
1950年にインド・シッキム条約が結ばれ、シッキムは事実上インドの保護国と位置づけられることになった。しかし当時の国王であるタシ・ナムゲルは、シッキムの安定を志向してインド政府との連携を重視し、インドもタシ・ナムゲル時代はSSCよりもシッキム王室を支持した。そのためSNPもシッキム王室に加えインドを支持する姿勢をとるようになる。1953年にシッキム王国参事院（State Council、立法府に相当）の第1回選挙が実施され、SNPもこれに参加した。当初の参事院は「ブティア・レプチャ系」と「ネパール系」の双方のコミュニティを平等に扱う（6議席ずつ分配）コミュナル選挙制度を採用しており、しかも国王指名議員5議席もあった。そのため、SNPにとってはかなり有利な制度であったと言える。第1回参事院選挙では、SNPは「ブティア・レプチャ系」の6議席を確保、SSCは「ネパール系」の6議席を確保する結果に終わった。1958年の第2回参事院選挙（選挙議席14）ではSNPは6議席を獲得し、8議席獲得のSSCに次ぐ第2党となる。

### パルデン・トンドゥプ治世期の活動
1963年にタシ・ナムゲルが崩御し、その子のパルデン・トンドゥプ・ナムゲルが即位すると、パルデン・トンドゥプは父王の親インド路線を転換してシッキム独立や反インドの姿勢を明確にした。これに伴いSNPも結党当初の姿勢へと回帰することになる。1967年の第3回参事院選挙（選挙議席18）では、ネパール系の新党シッキム国民会議派（SNC）が8議席となり、SNPは5議席で第2党となった。1970年の第4回参事院選挙（選挙議席18）では、反印運動の盛り上がりや他党の足並みの乱れもあって、SNPが7議席で第1党となった。
ただし第4回参事院選挙の前後には、SNP内でもネトック・ツェリン・ブティアなど一部指導者が民主主義制度導入の必要性を唱えるようになり、パルデン・トンドゥプを狼狽させている。同選挙を勝ち抜いて地位を向上させたネトックは、SNCのカジ・レンドゥプ・ドルジに「民主連合構想」を提案、連立を持ちかけた。ところがこの時のドルジは、行政参事会委員に就任しようとしていたために王室の敵意を恐れ、この提案を拒絶している。以後、SNPでは王制擁護の方向性がますます強まった。
1973年の第5回参事院選挙（選挙議席18）でもコミュナル選挙制度の恩恵に加え、SNCとSSC系の新党シッキム人民会議派（SJC）との相討ち状況もあり、SNPは11議席を獲得して勝利した。しかしSNCやSJCなどネパール系政党は「不正選挙」と反発し、ついにシッキムの王室や政府では収拾できないほどのデモや武装蜂起が全国で発生した。この結果インドが介入して混乱を収拾し、インド、王室、SNCなど政党との三者による新たな協定が結ばれ、シッキムのインド属国化が強化された。
この協定に基づき、参事院に代わってシッキム立法議会（選挙議席30）が創設され、1974年に選挙が実施されることになった。しかし投票開始前から決着は付いていた。新たに採用されたインド型の単純小選挙区制にも対応できず、SNPの立候補者は6人にとどまっていたのである。選挙戦でも、SNPは引き続きインド・シッキム条約改正によるシッキム独立を掲げたが、有権者の関心は国内問題に向いており重大な争点にはならなかった。しかもSNPは旧支配層の利益を代表していたために内政改革や民主的制度導入の主張も唱えようがなかった。SNPは僅か1議席の獲得に終わり、SNCとSJCが合併して成立したシッキム会議派（SC）は29議席を獲得する圧勝であった。翌1975年には、SCとインドは民意を背景に王制を廃止し、シッキムをインドの一州に編入してしまうことになる。
シッキムのインド編入後初となる1979年州議会選挙にSNPは参戦しておらず、その後も活動の情報は見当たらない。1975年から程なくしてSNPは自然消滅した可能性が高い。

## 注
1. ↑  落合（1986）、150-153頁。
2. ↑  落合（1986）、228頁。
3. ↑  落合（1986）、221-222頁。
4. ↑  落合（1986）、225-226頁。
5. ↑  落合（1986）、234頁。
6. ↑  落合（1986）、256-257頁。
7. ↑  落合（1986）、252-253頁、257頁。
8. ↑  落合（1986）、269-270頁。
9. ↑  これら動向の詳細については、落合（1986）のXIを参照。
10. ↑  落合（1986）、300-302頁。